# Jorge de Lencastre, duque de Aveiro
Jorge de Lencastre (¿?, 1548 — Alcazarquivir, Reino de Portugal, 4 de agosto de 1578) fue un noble de Portugal, el segundo duque de Aveiro y el segundo marqués de Torres Novas. 

## Biografía
Hijo del primer duque de Aveiro, Juan de Lencastre, y de Juliana de Lara, además era bisnieto de Juan II el Príncipe Perfecto. 
Hidalgo de la Casa Real, antes de la muerte de su padre usaba el título de marqués de Torres Novas. En esa calidad asistió a las cortes de 1562 y de 1568. Acompañó a Sebastián I a África en 1574, después de la entrevista con Felipe II de España en Guadalupe, y también con el rey embarcó de nuevo para África en la expedición de 1578. En la batalla de Alcazarquivir comandó un cuerpo de caballería organizado a su costa, compuesto de gente suya; y tomando parte en la carga dada por el propio rey para liberarse de la artillería que los enemigos tenían, cayó muerto, al igual que otros muchos hidalgos.
Casado en 1550 con Magdalena Tellez Giron, de su matrimonio nació Juliana de Lencastre (1560 - 1636), que heredó el Ducado de Aveiro.
- Datos: Q5546700